# Solgerd Isalv
Solgerd Isalv [ˈsuːljerɖ ˈiːsalv] (* 1982 in Råneå) ist eine schwedische Opernsängerin im Stimmfach Mezzosopran.

## Leben und Ausbildung
Isalv wurde 1982 in Råneå, Norrbotten, geboren und wuchs dort auf. Als Kind sang sie geistliche Musik in der örtlichen Kirche und lernte Geige und Bratsche spielen. Sie studierte Sologesang an der Universität Göteborg bei Eva Nässén und Maria Schell und schloss mit dem Master of Music in klassischem Gesang und Musiktheater ab. Sie nahm an Meisterkursen von Marianne Häggander, Thomas Quasthoff, Håkan Hagegård, Birgitta Svendén, Matti Hirvonen, Anna Larsson und Dorothy Irving teil. 2013 nahm sie bei Dunja Vejzovic an der Wagner Akademie in Den Bosch teil.
Isalv erhielt das schwedische Wagner Stipendium, sowie Stipendien der Königlich Schwedischen Musikakademie, des Schwedischen Kunstförderung Komitees, der Herbert und Karin Jacobson Stiftung, des Gösta Terserus Stipendiefonds und der Helge Ax:son Johnson Stiftung.

## Wirken
Ihr Operndebüt machte Isalv im Sommer 2008 mit dem Tourneetheater Skånska Operan auf Schloss Bäckaskog als Cherubine in Figaros Bröllop, Ola Hörlings schwedischsprachiger Inszenierung von Le nozze di Figaro. Im Sommer 2009 folgte ihr Debüt in Deutschland als Lucretia in Brittens The Rape of Lucretia mit der Kammeroper Schloss Rheinsberg.

Von 2014 bis 2016 war Isalv Mitglied im Opernstudio des Staatstheaters Nürnberg. In dieser Zeit sang sie dort unter anderem die Zweite Dame in Die Zauberflöte, Flora Bervoix in La traviata, Mercédès in Carmen, Orlofsky in der Operette Die Fledermaus, Giovanna in Rigoletto und die Rolle des Cherubino in Mariame Cléments Inszenierung von Le nozze di Figaro, für die sie von der Fachzeitschrift Opernwelt eine Nominierung als beste Nachwuchssängerin des Jahres 2015 erhielt. Zum Ende ihrer Zeit im Opernstudio wurde Isalv in das Nürnberger Opernensemble übernommen. Als Ensemblemitglied sang Isalv die Rollen des Hänsel in Hänsel und Gretel, der Schenkwirtin in Boris Godunow und Wellgunde in Georg Schmiedleitners Inszenierungen von Das Rheingold und Götterdämmerung.
In der Spielzeit 2020/21 wechselte Isalv in das Ensemble des Staatstheaters Darmstadt. Dort sang sie unter anderem die Hauptrollen der Dulcinée in Massenets Don Quichotte in der Inszenierung von Mariame Clément (2022), Donna Elvira in Karsten Wiegands Inszenierung von Don Giovanni (2022/23), Gräfin Geschwitz in Eva-Maria Höckmayrs Inszenierung von Bergs Lulu (2023), Olga in Isabel Ostermanns Inszenierung von Eugen Onegin (2023) und in der Spielzeit 2023/24 die Muse und Niclausse in Dirk Schmedings inszenierung von Offenbachs Les contes d’Hoffmann. 2024 sang sie Ruggiero in Nina Russis Inszenierung von Händels Alcina unter der Leitung von Alessandro Quarta und den Fuchs in Valtinonis Der kleine Prinz in der Inszenierung von Kai Anne Schuhmacher. 2025 gab Isalv ihre Rollendebüts als Brangäne in Wagners Tristan und Isolde, Margret in Bergs Wozzeck, und Tisbe in Rossinis La Cenerentola.
Zuvor hatte Isalv auf Deutsch Antonias Mutter in Hoffmanns Erzählungen für Kinder gesungen, einer Hörspielbearbeitung der Opernwerkstatt am Rhein, das 2021 auf CD und als Stream veröffentlicht wurde.
Im März 2020 war Isalv Mitinitiatorin der Reihe #CultureContinued. Im Rahmen der Reihe entstand unter anderem das Werk Pandora ist tot von Horst Lohse (Komposition) und Michael Herrschel (Text), das von Isalv mit dem Pianisten Neil Valenta im Dezember 2021 uraufgeführt wurde.
Als Schauspielerin war Isalv in Fernsehnebenrollen sowie Werbefilmen zu sehen. Sie spielte die weibliche Hauptrolle im Kinokurzfilm Remember Me, dem Debüt des Regisseurs Lukas Olzewski, in dem Frontotemporale Demenz thematisiert wurde. Im Film spielte sie die Sängerin Elina Andersson und sang unter anderem die als Didos Klage bekannte Arie When I am laid aus Purcells Dido and Aeneas, die den Filmtitel enthält.

## Repertoire (Auswahl)
- Berg: Margret in Wozzeck
- Bizet: Mercédès in Carmen
- Boulanger: Hélène in Faust et Hélène
- Britten: Lucretia in The Rape of Lucretia
- Donizetti: Alisa in Lucia di Lammermoor
- Gounod: Siébel in Faust
- Händel: Ruggiero in Alcina
- Humperdinck: Hänsel in Hänsel und Gretel
- Massenet: Dulcinée in Don Quichotte
- Mozart: Dorabella in Così fan tutte
- Mozart: Donna Elvira in Don Giovanni
- Mozart: Ramiro in La finta giardiniera
- Mozart: Cherubino in Le nozze di Figaro
- Mozart: Zweite Dame in Die Zauberflöte
- Offenbach: Muse und Nicclause in Les contes d’Hoffmann
- Rossini: Tisbe in La Cenerentola
- Strauss: Orlofsky in Die Fledermaus
- Tschaikowski: Olga in Eugen Onegin
- Valtinoni: Der Fuchs in Der kleine Prinz
- Verdi: Giovanna in Rigoletto
- Verdi: Flora Bervoix und Annina in La traviata
- Wagner: Wellgunde in Götterdämmerung
- Wagner: Wellgunde in Das Rheingold
- Wagner: Brangäne in Tristan und Isolde

Quellen: 

## Diskografie
- Offenbach: Hoffmanns Erzählungen für Kinder.  Mit Hermann Bedke, Annette Hörle, Kerstin Pohle, Solgerd Isalv, Benjamin Hewat-Craw, Frederik Schauhoff, Diana Petrova, Elena Puszta, Ursula Wüsthof (Sprechrolle). Harfe: Marie Junke, Piano und musikalische Leitung: Yuhao Gao, Regie: Sascha von Donat. (Opernwerkstatt am Rhein, 2021)
- Alma Mahler: Lieder auf Unerhört! Begegnungen mit Komponistinnen. Mit Jana Baumeister, Georg Festl, Cathrin Lange, Solgerd Isalv, Juliana Zara. Klavier: Jan Croonenbroeck, Giacomo Marignani, Irina Skhirtladze, Neil Valenta, Alice Zorzit. Staatstheater Darmstadt, 2023.

## Filmografie
- 2023: Remember Me. Regie: Lukas Olszewski